# Mike Rutherford
Pour les articles homonymes, voir Rutherford.
Mike Rutherford est un auteur-compositeur-interprète britannique né le  2 octobre 1950 à Guildford  dans le Surrey, connu en tant que bassiste-guitariste du groupe Genesis dont il est l'un des membres fondateurs, et le seul avec Tony Banks présent dans le groupe depuis ses débuts. Il est tout d'abord le bassiste du groupe dans lequel il joue également de la guitare acoustique et de la guitare électrique 12 cordes, parfois sur un double manche. Après le départ du guitariste Steve Hackett, Mike Rutherford s'affirme de plus en plus comme guitariste soliste tout en poursuivant son rôle de bassiste. En concert, il alterne la basse et la guitare avec Daryl Stuermer selon les chansons, ou utilise un instrument double-manche, avec un manche guitare douze-cordes et un autre basse. 
En 1985, il fonde le groupe Mike + The Mechanics avec lequel il sort les tubes Silent Running et All I Need Is a Miracle. Pendant une dizaine d'années, Mike joue aussi bien au sein de Genesis que dans Mike + The Mechanics. Dix ans plus tard, ce dernier groupe connaît de nouveau le succès, notamment en France, avec Over My Shoulder.

## Biographie

### Les débuts
Michael John Cleote Crawford Rutherford nait le 2 octobre 1950. Fils d'un officier de marine, Mike Rutherford est placé en internat à l'âge de sept ans. C'est là qu'il commence à s'intéresser à la guitare. Largement encouragé par sa sœur aînée, Nicolette, il progresse rapidement et ses parents lui achètent sa première guitare acoustique. Il ne lui faut pas longtemps pour s'offrir sa première guitare électrique et fonder son premier groupe, The Chesters, avec un de ses amis de classe Dimitri Griliopoulos et un autre copain. 
À l'occasion de la rentrée des classes de 1964, il intègre la prestigieuse école de Charterhouse, où il fait rapidement connaissance d'Anthony Phillips, surnommé « Ant » qui joue aussi de la guitare. Ensemble ils forment The Anon - qui est un diminutif pour The Anonymous - avec trois autres collégiens, Richard Macphail au chant, Rivers Job à la basse et Rob Tyrell à la batterie. Pendant deux ans, ils jouent dans plusieurs fêtes ou kermesses de Charterhouse, et s'uniront bientôt avec Peter Gabriel et Tony Banks qui jouent dans un autre groupe The Garden Wall avec Chris Stewart à la batterie. C'est avec la fusion de membres des deux groupes que naît Genesis.

### Les années 1970

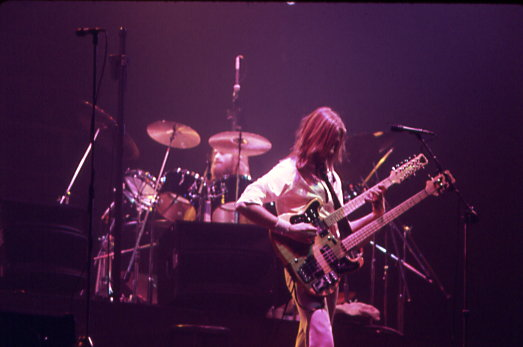
Toronto, 3 juin 1977, Mike avec Phil Collins en arrière-plan.

Au cours des années 1970, Genesis enregistre cinq albums studio et un en concert avec Peter Gabriel, Mike Rutherford joue de la basse et de la guitare, chante dans les chœurs et participe activement à l'écriture. 
Après le départ de Gabriel, Genesis décide de continuer, et pendant qu'ils recherchent un nouveau chanteur, Mike Rutherford participe avec Phil Collins à l'album solo de Steve Hackett, Voyage of the Acolyte. Genesis optant de continuer en quatuor avec Phil Collins en tant que batteur-chanteur, le groupe enregistre deux albums studio A Trick of the Tail en 1976 et Wind and Wuthering l'année suivante et un en concert Seconds Out. Pendant le mixage de cet album live, Steve Hackett annonce au groupe son départ, malgré un succès allant croissant. 
Genesis continue en trio et Mike Rutherford remplace au pied levé Hackett à la guitare, tout en continuant à assurer les parties de basse. Sur scène, Mike partage avec Daryl Stuermer la guitare et la basse, celui-ci tenant la guitare sur les titres de l'ère Hackett, Mike sur les nouveaux titres. À cette période, un grand changement se fait au niveau de la composition, les titres sont plus courts et s'apparentent plus à des chansons pop, délaissant peu à peu le progressif pour une musique plus simple. 
En 1978, Mike travaille avec Rupert Hine et Tony Banks sur une bande sonore de film, The shout ou en français Le cri du sorcier, un film d'horreur de Jerzy Skolimowski, avec Alan Bates, Susannah York et John Hurt.

### De 1980 à nos jours

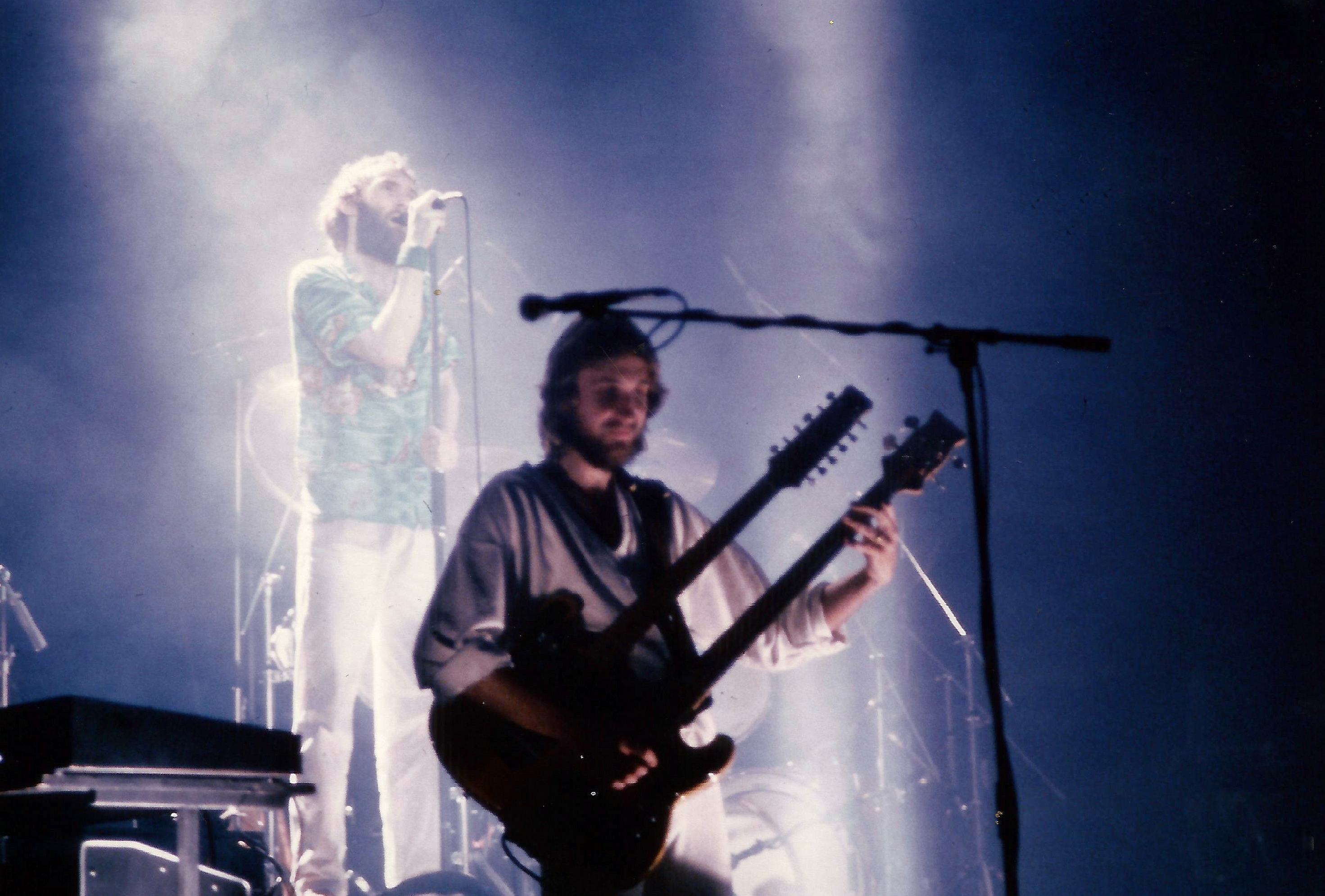
Mike Rutherford en concert avec Genesis vers 1980.

Fin 1979, Mike Rutherford entre aux Studios Polar à Stockholm pour y enregistrer son premier album solo, Smallcreep's Day, un album dans la veine progressive de Genesis. Aucun autre membre de Genesis n'y participe à l'exception du complice des premiers jours, Anthony Phillips qui, cette fois-ci, joue des claviers. Mike assure toutes les guitares, ainsi que la basse et l'album sort en janvier 1980. Genesis enregistre la même année Duke, son premier album qui connait un succès mondial, puis l'année suivante suivra Abacab qui confirme ce succès. Lors de la tournée qui suit, Mike Rutherford joue de la batterie, en plus de Chester Thompson, sur le morceau Who Dunnit ? qui, du fait de Daryl Stuermer tenant la basse, ne contient aucune partie de guitare !
En 1982, Mike Rutherford enregistre son deuxième album solo, Acting Very Strange sur lequel il chante en plus de jouer de la guitare, de la basse et des claviers. Sur cet album on retrouve l'ex-Police Stewart Copeland à la batterie et Daryl Stuermer à la guitare. Cet album est orienté pop et plus minimaliste que le précédent.   
En 1983 sort l'album Genesis.
En 1985, Mike Rutherford réunit des musiciens pour un projet externe qu'il appelle d'abord Not Now Bernard mais qui, sur les conseils de son gérant Tony Smith, est rebaptisé Mike + The Mechanics. L'album homonyme sort en octobre 1985 et devant le succès de celui-ci, Mike propose aux chanteurs Paul Carrack et Paul Young, ainsi qu'à Adrian Lee (claviers) et à Peter Van Hooke (batterie) de partir en tournée en 1986 pour promouvoir l'album. La tournée américaine permet à l'album d'atteindre le statut de disque d'or aux États-Unis pour plus de 500 000 albums vendus. Il est en cela bien aidé par le succès commercial des singles Silent Running et All I need is a Miracle.  
À la fin de la tournée, Mike rejoint ses vieux complices de Genesis pour l'enregistrement de leur 13e album studio, Invisible Touch. Après la sortie de l'album, le groupe part pour une tournée monstre de 10 mois. À la fin de celle-ci, le groupe fait une pause, chaque musicien retournant à ses projets solos. 
De 1988 à 1991, Mike Rutherford réunit à nouveau Mike + The Mechanics et sort deux albums, Living Years (la pièce-titre est dédiée au père de Mike décédé) en 1988 et Word Of Mouth en 1991.     
Il retourne vite auprès de Genesis pour enregistrer et promouvoir leur nouvel album We Can't Dance. Entre-temps toutefois, fait rarissime pour un concert au Knebworth Park du 30 juin 1990, sont réunis sur la même scène le groupe de musiciens accompagnant Phil Collins en solo et Genesis, pour jouer un medley incluant Turn it on again, Everybody needs somebody to love, Reach out (I'll be there), Pinball wizard, In the midnight hour, Satisfaction, You've lost that loving feeling et à Turn it on again - Reprise.    
En 1993, à la fin d'un concert de charité organisé par Mike Rutherford, où Genesis partage l'affiche avec Pink Floyd, Phil Collins annonce son départ du groupe. Tony Banks et Mike Rutherford décident de continuer avec Genesis, mais avant de chercher un nouveau chanteur, ils choisissent de faire une pause.   
En 1994, Mike + The Mechanics reprend du service en publiant l'album Beggar on a Beach of Gold et partit sur la route pour le promouvoir. L'album ne reçoit qu'un succès commercial mineur. Malgré tout, à la fin de la tournée européenne le groupe sort une compilation intitulée Hits puis repart sur la route.   
En juin 1997, Mike Rutherford et Tony Banks dévoilent le nom du remplaçant de Phil Collins, il s'agit de l'ex-chanteur de Stiltskin, Ray Wilson. En septembre 97, sort Calling All Stations, le dernier album studio de Genesis. L'album n'a que peu de succès et Mike et Tony, après une dernière tournée européenne, décident de dissoudre Genesis.   
En 1998, Mike et Tony réunissent Peter Gabriel, Anthony Phillips, Phil Collins, Steve Hackett et John Silver pour promouvoir le coffret Archives 1967 - 1975 et pour réenregistrer une nouvelle version de Carpet Crawlers.  
En 1999, Mike + The Mechanics sort son sixième album éponyme (appelé aussi M6) qui marque le retour de Paul Carrack et de Paul Young. Malheureusement, Paul Young meurt d'une attaque cardiaque à la fin de la tournée promotionnelle et Mike Rutherford et Paul Carrack sont obligés de mettre le groupe entre parenthèses jusqu'en 2004. En juin de cette même année, sort l'album Rewired suivi d'une tournée. Un an plus tard, Paul Carrack met fin à sa collaboration avec Mike, ce qui mène à la dissolution du groupe. 

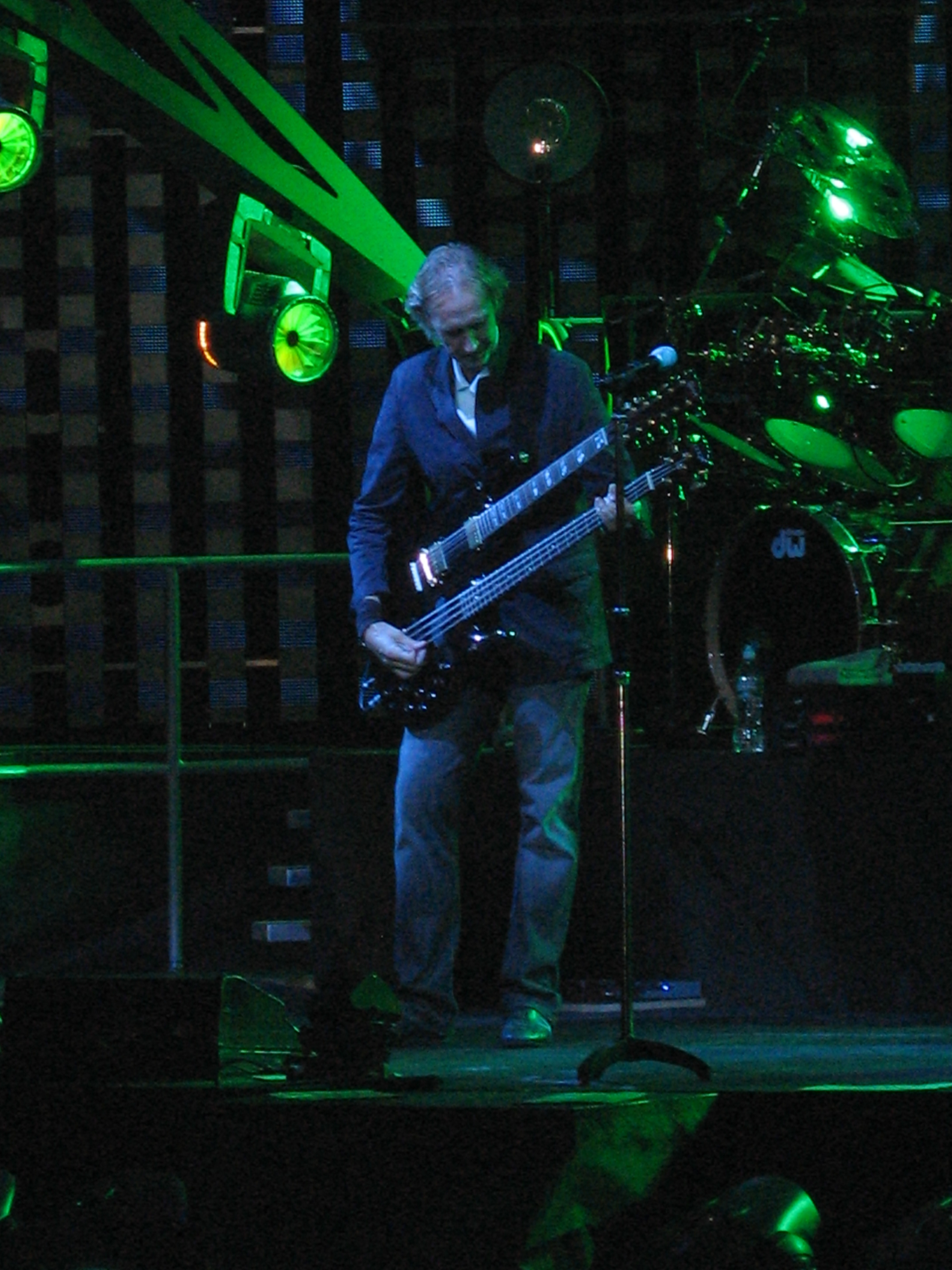
Mike Rutherford en concert avec Genesis pendant la tournée US 2007.

En mars 2007, Phil Collins, Tony Banks et Mike Rutherford annoncent une tournée mondiale de Genesis, mais l'enregistrement d'un nouvel album n'est pas à l'ordre du jour. La tournée est un succès et est suivie par la sortie d'un DVD et d'un album en public, Live over Europe. 
Depuis, Mike Rutherford continue d'enregistrer et d'écrire de la musique et reforme Mike and the Mechanics avec de tout nouveaux musiciens, Tim Howar au chant, Andy Roachford aux claviers, chœurs et chant, Anthony Drennan à la guitare et à la basse, lequel avait accompagné Genesis en tournée à l'époque de Calling all stations, Luke Juby aux claviers, basse, saxophone et chœurs, et Gary Wallis à la batterie, lequel a joué avec Pink Floyd sur Division Bell ainsi que sur la tournée Pulse. Le nouvel album date de 2011 et s'intitule The Road, sur lequel on retrouve aussi Chis Neil, collaborateur des tous débuts du groupe aux chœurs ainsi qu'à la production, ainsi que le fils de Mike, Harry Rutherford, à la batterie et à la programmation. 
En mars 2020, Phil Collins, Tony Banks et Mike Rutherford annoncent la tournée The last domino? Tour en Angleterre pour novembre-décembre de cette année. Le groupe sera accompagné du fidèle guitariste-bassiste Daryl Stuermer et, à la batterie tenue habituellement par Chester Thompson, de Nicholas Collins, fils de Phil, ce dernier ne jouera pas de batterie pour raisons de santé. Cependant du fait de la pandémie de Covid-19, la tournée est reportée une première fois en avril 2021, puis une seconde fois en septembre 2021.

## Vie privée
Mike Rutherford est marié à Angie depuis 1976. Ils ont eu ensemble trois enfants : Kate, Tom et Harry, ce dernier est aussi musicien, il est batteur sur deux pièces de l'avant dernier album de Mike & The Mechanics, The Road.

## Instruments
Au début de sa carrière avec Genesis, Mike Rutherford joue essentiellement sur des guitares et des basses Rickenbacker Sur scène, pour suivre les pièces parfois complexes du groupe, il joue aussi sur des guitares double manche 4 et 12 cordes. Puis il utilise principalement des guitares double manche basse et guitare 12 cordes, aux manches interchangeables fabriquées par un artisan anglais Shergold Guitars. Il joue aussi sur des basses et des guitares Washburn, Gibson et sur les titres plus récents sur une Fender Stratocaster, Eric Clapton Signature Model. Mike joue également sur scène (et sur les albums des années 1970) du pédalier-basse Moog Taurus qui lui sert à tenir les notes graves tout en jouant la guitare ou la basse.

## Discographie

### Genesis
| - From Genesis to Revelation (1969) - Trespass (1970) - Nursery Cryme (1971) - Foxtrot (1972) - Selling England by the Pound (1973) - The Lamb Lies Down on Broadway (1974) - A Trick of the Tail (1976) - Wind and Wuthering (1977) - ... And Then There Were Three... (1978) - Duke (1980) - Abacab (1981) - Genesis (1983) - Invisible Touch (1986) - We Can't Dance (1991) - Calling All Stations (1997) | - Genesis Live (1973) - Seconds Out (1977) - Three Sides Live (1982) - The Way We Walk, Vol I: The Shorts (1992) - The Way We Walk, Vol II: The Longs (1993) - Live over Europe 2007 (2007) |

### Solo
- Smallcreep's Day (1980) (Avec Anthony Phillips, Noel McCalla, Simon Phillips et Morris Pert)
- Acting Very Strange (1982) (Avec John Alexander, Daryl Stuermer, Paul Fishman, John Peter Robinson, Stewart Copeland, Pete Phipps, Gary Barnacle, Steve Gould, Noel McCalla et Dale Newman)

### Mike + The Mechanics
| - Mike + The Mechanics (1985) - Living Years (1988) - World Of Mouth (1991) - Beggar on a Beach of Gold (1995) - Mike & The Mechanics (M6) (1999) - The Road (avril 2011) - Let Me Fly (2017) | - Mea Culpa And Other Songs You Should Know (1995) - Hits (1996) - Favourites: The Very Best Of (2000) - Rewired + The Hits (The Latest + Greatest) (2004) - The Singles 1985 - 2014 (2014) - Silent Running (2018) - 2 CD |

### Participations
- Voyage of the Acolyte de Steve Hackett (1975) - Avec Phil Collins
- The Geese and the Ghost de Anthony Phillips (1977) - Avec Phil Collins, John Hackett, Jack Lancaster
- Private Parts and Pieces II:Back to the Pavillon de Anthony Phillips (1980)
- Making a Big Mistake - Chanson sur la bande originale du film  Against all odds  (1984)
- Red 7 - Producteur et basse sur 4 chansons - No Sorry - Less Than Perfect - Can't Much Anymore - Heartbeat (1985)
- Politics of existing de Sad Cafe (1992) - Guitare avec Nico Ramsden
- A Concert By The Lake - Artistes variés (2006) DVD - Avec Eric Clapton, Roger Taylor, Gary Brooker, Paul Carrack, Andy Fairweather-Low, Ringo Starr et The Drifters. - Blu-Ray Eagle Vision – ERBRD5049
- Morgenstund de Schiller (2018)

## Bande originale de film
- (1978) : The shout : Avec Rupert Hine et Tony Banks